# اندی دیکسون (بازیکن فوتبال)
اندی دیکسون (انگلیسی: Andy Dixon؛ زادهٔ ۱۹ آوریل ۱۹۶۸) بازیکن فوتبال اهل بریتانیا است.
از باشگاه‌هایی که در آن بازی کرده‌است می‌توان به باشگاه فوتبال گریمزبی تاون اشاره کرد.